# Liste de légumes
- Haut – A
- B
- C
- D
- E
- F
- G
- H
- I
- J
- K
- L
- M
- N
- O
- P
- Q
- R
- S
- T
- U
- V
- W
- X
- Y
- Z

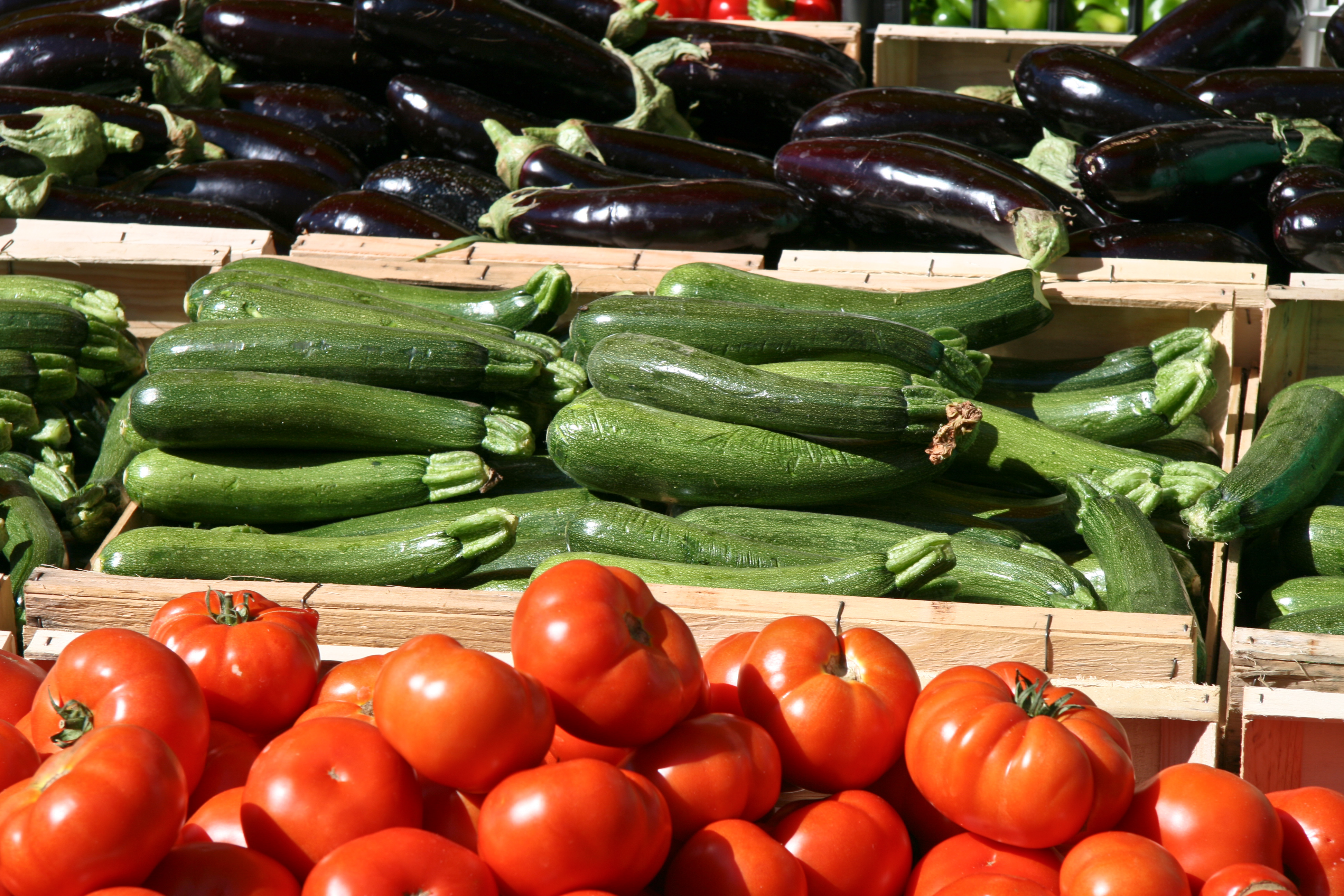
Légumes.

La liste ci-dessous énumère un nombre important d'espèces couramment consommées comme légumes. Une définition stricte des « légumes » n'est cependant pas évidente. Les frontières avec certaines plantes aromatiques ou condimentaires, notamment, sont souvent discutables.
Certaines espèces, telles que les pommes de terre sont également classées comme féculents  car elles sont riches en amidon.

De très nombreuses plantes ou parties de plantes portent des noms différents selon les lieux et les utilisateurs. Dans plusieurs cas les légumes cités ici sont aussi connus sous d'autres noms.

## A
- Haut – A
- B
- C
- D
- E
- F
- G
- H
- I
- J
- K
- L
- M
- N
- O
- P
- Q
- R
- S
- T
- U
- V
- W
- X
- Y
- Z

- abrenotte ou génotte (Conopodium majus)
- ail cultivé (Allium sativum)
- ail à grosse tête, ail éléphant, ail d'Orient (Allium ampeloprasum)
- ail des ours (Allium ursinum)
- ail rocambole (Allium scorodoprasum)
- amarantes (Amaranthus blitum, Amarante queue-de-renard, Amaranthus cruentus, Amaranthus dubius, Amaranthus spinosus, Amaranthus tricolor, Amaranthus ciridis).
- ansérine bon-henri (Blitum bonus-henricus)
- añu (ou capucine tubéreuse) (Tropaeolum tuberosum)
- arachide (Arachis hypogaea)
- arroche (Atriplex hortensis)
- artichaut (Cynara scolymus)
- asperge (Asparagus officinalis)
- aubergine (Solanum melongena)
- avocat (Persea americana)
- azuki (ou haricot rouge du Japon) (Vigna angularis)

## B
- Haut – A
- B
- C
- D
- E
- F
- G
- H
- I
- J
- K
- L
- M
- N
- O
- P
- Q
- R
- S
- T
- U
- V
- W
- X
- Y
- Z

- baie de goji (Lycium chinense)
- bambou (pousses de) (différentes espèces dont Phyllostachys edulis et Bambusa oldhamii)
- banane verte (Musasp.)
- banane plantain (Musa × paradisiaca)
- bardane (Arctiumsp.)
- baselle (Basella alba)
- basilic (Ocimum basilicum)
- bénincasa ou courge cireuse (Benincasa hispida)
- bette (à carde) ou blette (Beta vulgaris)
- betterave fourragère (Beta vulgaris)
- betterave potagère (Beta vulgaris)
- brèdes (feuilles de très nombreuses espèces)
  - brède d'Angole, brède gandole, brède tali (Basella alba)
  - brède du Bengale, brède de l'Inde (Chenopodium sp. , Beta vulgaris, Amaranthus lividus)
  - brède chevrette ou magloire (Alternanthera sessilis)
  - brède chouchou : bourgeons terminaux de chayote(Sechium edule)
  - brède chou caraïbe, brède songe : pétioles et jeunes feuilles de taro (Colocasia esculenta)
  - brède chou de Chine : tige et feuille de Bok choy (Brassica rapa subsp. chinensis)
  - brède cresson cresson des fontaines (Nasturtium officinale)
  - brède épinard : feuilles de tétragone (Tetragonia tetragonioides)
  - brède de France : feuilles d'épinard (Spinacia oleracea)
  - brède giraumon, brède citrouille : (Cucurbita pepo)
  - brède glaciale : ficoïde glaciale (Mesembryanthemum crystallinum)
  - brède kaoki : lyciet de Chine (Lycium chinense)
  - brède lastron : laiteron maraîcher (Sonchus oleraceus et laiteron piquant (Sonchus asper)
  - brède liseron d'eau : feuilles d'Ipomoea aquatica
  - brède mafane : brède malgache (Acmella oleracea)
  - brède malabare (Amaranthus lividus, Amaranthus spinosus, Atriplex hortensis, Corchorus olitorius, Amaranthus tricolor)
  - brède manioc : jeunes feuilles de manioc (Manihot esculenta)
  - brède morelle, brède martin, brède bleue (Solanum nigrum (anamamy à Madagascar), (Solanum americanum)
  - brède mourongue ou mouroum, brède médaille, ananambo à Madagascar (Moringa drouhardii), (Moringa oleifera)
  - brède moutarde (Brassica juncea)
  - brède payatère ou brède pariétaire (Amaranthus viridis)
  - brède patate : feuilles de patates douces (Ipomoea batatas)
  - brède pet-saye : tige et feuille du pe-tsaï (Brassica rapa subsp. pekinensis)
  - brède piment (Capsicum spp.)
  - brède puante chou africain (Cleome gynandra)
  - brède de Rio, raisin d'Amériques, épinard de Cayenne (Phytolacca americana)
- brocoli (Brassica oleracea var. asparagoides)
- brocoli chinois (Brassica oleracea var. alboglabra)
- bunias d'Orient ou fausse roquette (plusieurs espèces de Bunias)

## C
- Haut – A
- B
- C
- D
- E
- F
- G
- H
- I
- J
- K
- L
- M
- N
- O
- P
- Q
- R
- S
- T
- U
- V
- W
- X
- Y
- Z

- canna comestible (Canna indica)
- capucine tubéreuse (Tropaeolum tuberosum)
- cardon (Cynara cardunculus)
- carotte (Daucus carotta)
- céleri (Apium graveolens)
- céleri-rave (Apium graveolens var rapaceum)
- cerfeuil tubéreux (Chaerophyllum bulbosum)
- châtaigne d'eau chinoise (Eleocharis dulcis)
- châtaigne de terre (Eleocharis dulcis)
- chayote ou christophine Sechium edule)
- chénopode Bon-Henri (Blitum bonus-henricus)
- chervis (Sium sisarum)
- chia (Salvia hispanica)
- chicon (Cichorium intybus)
- chicorée (Cichorium intybus)
- chou (Brassica oleracea)
- chou de Bruxelles (Brassica oleracea var. gemmifera
- chou cabus (Brassica oleracea var. capitata)
- Chou cavalier (Brassica oleracea var. viridis)
- chou chinois ou Chou de Chine (Brassica rapa L. subsp. chinensis)
- chou Daubenton  Chou vivace (Brassica oleracea var. ramosa)
- chou-fleur (Brassica oleracea var. botrytis)
- chou frisé (Brassica oleracea var. sabauda)
- chou à grosses côtes (Brassica oleracea var. costata)
- chou kale ou chou non pommé (Brassica oleracea var. viridis)
- chou-navet, rutabag (Brassica napus subsp. rapifera)
- chou palmier (Brassica oleracea var. palmifolia)
- chou palmiste ou coeur de palmier (différentes espèces de palmier)
- chou de Pékin (Brassica rapa subsp. pekinensis)
- chou pointu (Brassica oleracea L. var. capitata L. f. pyramidalis)
- chou pommé voir chou cabus Brassica oleracea var. capitata
- chou-rave (Brassica oleracea var. gongylodes)
- chou romanesco (Brassica oleracea var. botrytis)
- christophine ou chayote (Sechium edule)
- ciboule ou cive (Allium fistulosum)
- ciboule de Chine (Allium tuberosum)
- ciboulette ou civette (Allium schoenoprasum)
- citrouille (Cucurbita pepo subsp. pepo)
- claytone de Cuba (Claytonia perfoliata)
- concombre (Cucumis sativus)
- coqueret du Pérou ('Physalis peruviana)
- cornichon (Cucumis sativus)
- courge différentes espèces de cucurbitacées
- courgette ou pâtisson (Cucurbita pepo)
- courge cireuse (Benincasa hispida)
- courge musquée (Cucurbita moschata)
- courge de Siam (Cucurbita ficifolia)
- cresson alénois ou cresson des jardins (Lepidium sativum)
- cresson de fontaine (Nasturtium officinale)
- cresson de terre (Barbarea verna)
- cresson d'hiver ou barbarée commune (Barbarea vulgaris)
- cresson de Para ou brède mafane (Acmella oleracea)
- crosne du Japon (Stachys affinis)
- curcuma (Curcuma longa)
- cyclanthère (Cyclanthera pedata)

## D
- Haut – A
- B
- C
- D
- E
- F
- G
- H
- I
- J
- K
- L
- M
- N
- O
- P
- Q
- R
- S
- T
- U
- V
- W
- X
- Y
- Z

- dachine ou taro (Colocasia esculenta).
- daikon (Raphanus sativus var. longipinnatus)
- dent de lion ou pissenlit (Taraxacum)
- dictame de Crête (Origanum dictamus)
- diplotaxis ou roquette (Diplotaxis tenuifolia)
- dolique asperge (Vigna unguiculata subsp. sesquipedalis)
- dolique lablab (Lablab purpureus)
- doucette ou mâche (Valerianella locusta)

## E
- Haut – A
- B
- C
- D
- E
- F
- G
- H
- I
- J
- K
- L
- M
- N
- O
- P
- Q
- R
- S
- T
- U
- V
- W
- X
- Y
- Z

- échalion (Allium cepa)
- échalote (Allium cepa var. aggregatum)
- échalote grise (Allium oschaninii)
- endive (Cichorium intybus)
- épinard (Spinacia oleracea)
- épinard de Malabar (Basella alba)

## F
- Haut – A
- B
- C
- D
- E
- F
- G
- H
- I
- J
- K
- L
- M
- N
- O
- P
- Q
- R
- S
- T
- U
- V
- W
- X
- Y
- Z

- faîne (Fagus sylvatica)
- fenouil (Foeniculum vulgare) plusieurs autres espèces peuvent être appelées fenouil.
- fenugrec (Trigonella foenum-graecum)
- fève (Vicia faba)
- fèverole (Vicia faba)
- ficoïde glaciale (Mesembryanthemum crystallinum)
- fonio (Digitaria exilis)
- frisée (chicorée) (Cichorium endivia)
- flageolet (haricot) (Phaseolus vulgaris)

## G
- Haut – A
- B
- C
- D
- E
- F
- G
- H
- I
- J
- K
- L
- M
- N
- O
- P
- Q
- R
- S
- T
- U
- V
- W
- X
- Y
- Z

- gesse ou pois carré ou lentille d'Espagne (Lathyrus sativus)
- gingembre (Zingiber officinale)
- giraumon (Cucurbita maxima  et Cucurbita moschata)
- glycine tubéreuse (Apios americana)
- gombo (Abelmoschus esculentus)
- gourde (Lagenaria siceraria)
- grande bardane (Arctium lappa)
- grelos (Brassica rapa Groupe Cima di Rapa)
- guimauve officinale (Althaea officinalis)
- gundelia (Gundelia tournefortii)

## H
- Haut – A
- B
- C
- D
- E
- F
- G
- H
- I
- J
- K
- L
- M
- N
- O
- P
- Q
- R
- S
- T
- U
- V
- W
- X
- Y
- Z

- haricot adzuki ou haricot rouge (Vigna angularis)
- haricot commun (Phaseolus vulgaris)
- haricot d'Espagne (Phaseolus coccineus)
- haricot de Lima (Phaseolus lunatus)
- haricot kilomètre ou dolique asperge (Vigna unguiculata subsp. sesquipedalis)
- haricot mungo (Vigna radiata)
- haricot urd (Vigna mungo)
- hélianthi ou hélianthe scrofuleux (Helianthus strumosus)
- hijiki (Sargassum fusiforme)
- hosta (hosta sp.) différentes espèces sont utilisées
- houttuynia ou herbe à poivre (Houttuynia cordata)

## I
- Haut – A
- B
- C
- D
- E
- F
- G
- H
- I
- J
- K
- L
- M
- N
- O
- P
- Q
- R
- S
- T
- U
- V
- W
- X
- Y
- Z

- igname ailée ou grande igname (Dioscorea alata)
- igname de Chine ou shanyao (Dioscorea polystachya)
- igname bulbifère ou hoffe, pomme en l'air ou masako (Dioscorea bulbifera)
- igname de Guinée jaune (Dioscorea cayenensis)
- igname amère ou sauvage (Dioscorea dumetorum)
- igname (petit) ou petit igname (Dioscorea esculenta)
- igname de Chine (Dioscorea oppositifolia)
- igname asiatique amère (Dioscorea hispida)
- igname du Japon ou yamaimo (Dioscorea japonica)
- igname aplatie (Dioscorea nummularia)
- igname rouge (Dioscorea pentaphylla)
- igname de Guinée blanche (Dioscorea rotundata)
- igname couche-couche  (Dioscorea trifida)

## J
- Haut – A
- B
- C
- D
- E
- F
- G
- H
- I
- J
- K
- L
- M
- N
- O
- P
- Q
- R
- S
- T
- U
- V
- W
- X
- Y
- Z

- jacque  (Artocarpus heterophyllus)
- jujube ou datte rouge (Ziziphus jujuba)

## K
- Haut – A
- B
- C
- D
- E
- F
- G
- H
- I
- J
- K
- L
- M
- N
- O
- P
- Q
- R
- S
- T
- U
- V
- W
- X
- Y
- Z

- komatsuna ou moutarde épinard (Brassica rapa var. perviridis
- kancon ou liseron d'eau ou patate aquatique (Ipomoea aquatica)
- konbu  (Laminaria et Saccharina) genres d'algue dont plusieurs espèces sont comestibles
- kale (Brassica oleracea var. viridis )

## L
- Haut – A
- B
- C
- D
- E
- F
- G
- H
- I
- J
- K
- L
- M
- N
- O
- P
- Q
- R
- S
- T
- U
- V
- W
- X
- Y
- Z

- laitue (Lactuca sativa plusieurs variétés sont cultivées : romaine, batavia, à couper, tige...
- lentille (Lens culinaris)
- liseron d'eau (Ipomoea aquatica)
- luffa (Luffa acutangulaet Luffa aegyptiaca)
- lyciet commun ou lyciet de Barbarie ou baie de Goji (Lycium barbarum)
- lyciet de Chine ou baie de Goji (Lycium chinense)
- lys asiatique comestible (Lilium lancifolium)

## M
- Haut – A
- B
- C
- D
- E
- F
- G
- H
- I
- J
- K
- L
- M
- N
- O
- P
- Q
- R
- S
- T
- U
- V
- W
- X
- Y
- Z

- maceron (Smyrnium olusatrum)
- mâche ou blanchette ou doucette... (Valerianella locusta)
- mâcre bicorne (Trapa bicornis)
- mâcre nageante (Trapa natans)
- maïs (Zea mays)
- manioc (Manihot esculenta)
- mauve (Malva) les différentes parties des espèces du genre Malva sont comestibles
- marron (Castanea sativa)
- mizuna ( Brassica rapa var. niposinica)
- momordique ou margose ou melon amer (Momordica charantia)

## N
- Haut – A
- B
- C
- D
- E
- F
- G
- H
- I
- J
- K
- L
- M
- N
- O
- P
- Q
- R
- S
- T
- U
- V
- W
- X
- Y
- Z

- navet (Brassica rapa subsp. rapa)
- neptunia (Neptunia oleracea)
- nidorella (Nidorella aegyptiaca)
- néré ou nété ou arbre à farine (Parkia biglobosa)
- niébé ou haricot à l'oeil noir ou haricot kilimètre (Vigna unguiculata)
- nombril de Vénus ou ombilic de Vénus ou ombilic des rochers (Umbilicus rupestris)

## O
- Haut – A
- B
- C
- D
- E
- F
- G
- H
- I
- J
- K
- L
- M
- N
- O
- P
- Q
- R
- S
- T
- U
- V
- W
- X
- Y
- Z

- oca du Pérou ou oxalide tubéreuse (Oxalis tuberosa)
- oignon (Allium cepa)
- oignon de Chine (Allium chinense)
- okra ou gombo (Abelmoschus esculentus)
- onagre  ou jambon des jardiniers (Oenothera biennis)
- ortie (Urtica dioica et Urtica urens)
- oseille (Rumex acetosa)

## P
- Haut – A
- B
- C
- D
- E
- F
- G
- H
- I
- J
- K
- L
- M
- N
- O
- P
- Q
- R
- S
- T
- U
- V
- W
- X
- Y
- Z

- pak choï ou chou de chine (Brassica rapa subsp. chinensis)
- panais (Pastinaca sativa)
- patate douce (Ipomea batatas)
- pâtisson (Cucurbita pepo var. ovifera)
- persil (Petroselinum crispum)
- petit pois (Pisum sativum)
- périlla (Perilla frutescens)
- pe-tsaï ou chou chinois (Brassica rapa subsp. pekinensis)
- pété ou petai (Parkia speciosa)
- physalis pluisuers espèces
  - physalis alkekenge ou lanterne japonaise (Physalis alkekengi)
  - physalis peruviana ou coqueret du Pérou (Physalis peruviana)
  - physalis pruinosa ou cerise de terre (Physalis pruinosa)
- piment plusieurs espèces et très nombreuses variétés :
  - piment doux, jabaleno et poivron (Capsicum annuum)
  - piment ají ou amarillo (Capsicum baccatum)
  - piment antillais, habanero Capsicum chinense
  - piment de Cayenne ou piment oiseau ou pili-pili (Capsicum frutescens)
  - piment rocoto (Capsicum pubescens)
- pissenlit ou dent de lion plusieurs espèces du genre taraxacum
- poireau (Allium porrum)
- poirée (Beta vulgaris)
- poire de terre ou yacon (Smallanthus sonchifolius)
- pois sec ou pois cassé (Pisum sativum)
- pois carré (Psophocarpus tetragonolobus) et (Lathyrus sativus)
- pois chiche (Cicer arietinum)
- pois d'Angole (Cajanus cajan)
- pois sabre (Canavalia gladiata)
- poivron (Capsicum annuum)
- pomme de terre (Solanum tuberosum)
- potiron (Cucurbita maxima)
- potimarron (Cucurbita maxima)
- pourpier (Portulaca oleracea)

## R
- Haut – A
- B
- C
- D
- E
- F
- G
- H
- I
- J
- K
- L
- M
- N
- O
- P
- Q
- R
- S
- T
- U
- V
- W
- X
- Y
- Z

- radicchio (Cichorium intybus var. foliosum)
- radis (Raphanus sativus)
- radis noir (Raphanus sativus var. niger)
- radis serpent (Raphanus sativus groupe Mougri)
- radis du Japon ou daikon ou radis blanc (Raphanus sativus var. longipinnatus)
- raifort (Armoracia rusticana)
- rave ce terme désigne plusieurs espèces dont la racine ou le collet est renflé. On distingue :
  - chou-navet ou rutabaga (Brassica napus)
  - chou-rave (Brassica oleracea var. gongylodes
  - brocoli-rave (Brassica ruvo)
  - navet Brassica rapa subsp. rapa)
  - moutarde brune rave (Brassica juncea napiformis )
  - céleri-rave (Apium graveolens)
- romaine (laitue)  (Lactuca sativa var. longifolia)
- roquette (Eruca sativa)
- rutabaga (Brassica napus subsp. rapifera)
- rhubarbe (Rheum rhabarbarum)

## S
- Haut – A
- B
- C
- D
- E
- F
- G
- H
- I
- J
- K
- L
- M
- N
- O
- P
- Q
- R
- S
- T
- U
- V
- W
- X
- Y
- Z

- salicorne (Salicornia europaea) et d'autres espèces du genre Salicornia
- salsifis ou tragopogon (Tragopogon porrifolius)
- scarole (chicorée) (Cichorium endivia var. latifolium)
- scorsonère (Scorzonera hispanica) et d'autres espèces du genre Scorzonera
- serpent végétal ou serpent gourde (Trichosanthes cucumerina)
- shiso ou pérille aromatique ou persil japonais (Perilla frutescens)
- soja (Glycine max)
- souchet comestible (Cyperus esculentus)

## T
- Haut – A
- B
- C
- D
- E
- F
- G
- H
- I
- J
- K
- L
- M
- N
- O
- P
- Q
- R
- S
- T
- U
- V
- W
- X
- Y
- Z

- taro ou racine madère ou songe ou dachine peut provenir de différentes espèces de la famille des Araceae. On peut citer:
  - Colocasia esculenta
  - Xanthosoma sagittifolium
  - Amorphophallus paeoniifolius
  - Alocasia macrorrhizos
  - Cyrtosperma merkusii
- tétragone cornue (Tetragonia tetragonioides)
- tinda (Praecitrullus fistulosus)
- topinambour (Helianthus tuberosus)

## U
- Haut – A
- B
- C
- D
- E
- F
- G
- H
- I
- J
- K
- L
- M
- N
- O
- P
- Q
- R
- S
- T
- U
- V
- W
- X
- Y
- Z

- udo provient d'espèces du genre Aralia

## V
- Vincetoxicum floribundum

## W
- Haut – A
- B
- C
- D
- E
- F
- G
- H
- I
- J
- K
- L
- M
- N
- O
- P
- Q
- R
- S
- T
- U
- V
- W
- X
- Y
- Z

- wakame désigne plusieurs espèces d'algues brunes de la famille des Alariaceae principalement :
  - Alaria esculenta
  - Alaria marginata
  - Undaria pinnatifida
- wasabi (Eutrema japonicum),

## Y
- Haut – A
- B
- C
- D
- E
- F
- G
- H
- I
- J
- K
- L
- M
- N
- O
- P
- Q
- R
- S
- T
- U
- V
- W
- X
- Y
- Z

- yacón ou poire de terre (Smallanthus sonchifolius),